# César du meilleur film

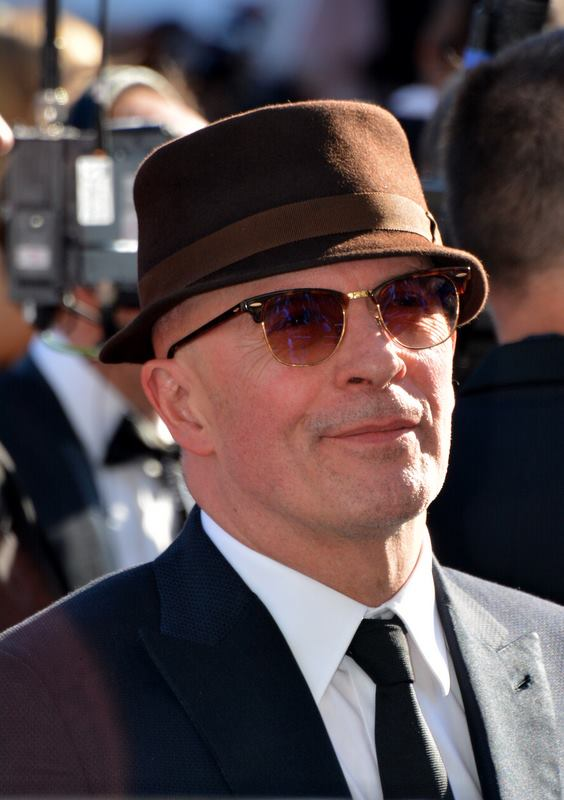
Jacques Audiard, lauréat du César du meilleur film en 2024 pour Emilia Pérez.

Le César du meilleur film est une récompense cinématographique française décernée par l'Académie des arts et techniques du cinéma depuis la première remise de prix le 3 avril 1976 au Palais des congrès à Paris.

## Critères d'attribution
Sur le modèle des Oscars américains, le César du meilleur film revient à un long métrage français, ou produit avec des fonds majoritairement français (il peut même être non francophone). Il est désigné parmi 5 œuvres préalablement nommées (7 de 2009 à 2022) et jugé comme étant le meilleur de l'année écoulée par les votants de l'Académie des arts et techniques du cinéma. Le prix revient à une œuvre sans distinction de genre. Un film documentaire ou d'animation peut également être nommé dans cette catégorie comme ce fut le cas pour Être et avoir et Les Triplettes de Belleville (des cas rarissimes survenus avant la création du César du meilleur film documentaire et du meilleur film d'animation). Pour concourir au César, un film doit être sorti entre le 1er janvier et le 31 décembre de l'année précédant la cérémonie des César et doit avoir été projeté pendant au moins sept jours dans un cinéma public de la région parisienne.
La récompense concerne le réalisateur et les producteurs du film lauréat. Ceux-ci sont appelés à s'exprimer lors de la remise des prix. Jusqu'en 2016, le trophée en lui-même était décerné seulement au producteur du film si jamais le réalisateur a emporté en addition le César du meilleur réalisateur.
La catégorie a été appelée « César du meilleur film » jusqu'en 2002, puis « César du meilleur film français » de l'année depuis 2003. En 1987, il fut appelé « César du meilleur film de l'année ».
De 2016 à 2020, il n'est plus possible, pour un film, de cumuler le César du meilleur film avec celui du meilleur réalisateur, du meilleur film documentaire ou du meilleur film d'animation. Le cumul est à nouveau possible à partir de 2021.

## Palmarès
Depuis 2007, les producteurs sont indiqués sur le site de l'académie, avant 2007, les indications proviennent d'Unifrance. Seuls les producteurs délégués (la partie française si c'est une coproduction) sont crédités. Des inexactitudes peuvent être faites par rapport à IMDb et par rapport aux critères de l'Académie car le statut des producteurs peut être ambigu.
L'année indiquée est celle de la cérémonie, récompensant les films sortis au cours de l'année précédente. Les lauréats sont indiqués en tête de chaque catégorie, en caractères gras.

### Années 1970
- 1976 : Le Vieux Fusil, réalisé par Robert Enrico, produit par Pierre Caro
  - Cousin, Cousine, réalisé par Jean-Charles Tacchella, produit par Bertrand Javal, Daniel Toscan du Plantier et Alain Poiré
  - Que la fête commence..., réalisé par Bertrand Tavernier, produit par Danièle Delorme
  - Sept morts sur ordonnance, réalisé par Jacques Rouffio, produit par Jacques Dorfmann
- 1977 : Monsieur Klein, réalisateur : Joseph Losey – producteurs : Raymond Danon, Alain Delon et Norbert Saada
  - Barocco – réalisateur : André Téchiné – producteurs : André Génovès et Alain Sarde
  - Le Juge et l'Assassin – réalisateur : Bertrand Tavernier – producteur : Raymond Danon
  - La Meilleure Façon de marcher – réalisateur : Claude Miller – producteurs : Mag Bodard et Jean-François Davy
- 1978 : Providence, réalisé par Alain Resnais, produit par Yves Gasser, Klaus Hellwig et Yves Peyrot
  - Le Crabe-Tambour, réalisé par Pierre Schoendoerffer, produit par Georges de Beauregard
  - La Dentellière, réalisé par Claude Goretta, produit par Yves Gasser et Yves Peyrot
  - Nous irons tous au paradis, réalisé par Yves Robert, produit par Alain Poiré et Yves Robert
- 1979 : L'Argent des autres, réalisateur : Christian de Chalonge – producteurs : Michelle de Broca, Henri Lassa et Adolphe Viezzi
  - Le Dossier 51 – réalisateur : Michel Deville – producteur : Philippe Dussart
  - Molière – réalisatrice : Ariane Mnouchkine – producteur : Claude Lelouch
  - Une histoire simple – réalisateur : Claude Sautet – producteurs : Claude Berri et Alain Sarde

### Années 1980
- 1980 : Tess, réalisé par Roman Polanski, produit par Claude Berri
  - Clair de femme, réalisé par Costa-Gavras, produit par François Aunay
  - Don Giovanni, réalisé par Joseph Losey, coproduit par Robert Nador, Renzo Rossellini et Michel Seydoux
  - I… comme Icare, réalisé et produit par Henri Verneuil
- 1981 : Le Dernier Métro, réalisé et produit par François Truffaut
  - Loulou, réalisé par Maurice Pialat, produit par Yves Gasser et Klaus Hellwig
  - Mon oncle d'Amérique, réalisé par Alain Resnais, produit par Philippe Dussart
  - Sauve qui peut (la vie), réalisé par Jean-Luc Godard, produit par Jean-Luc Godard et Alain Sarde
- 1982 : La Guerre du feu, réalisé par Jean-Jacques Annaud, produit par Denis Héroux, John Kemeny, Véra Belmont et Jacques Dorfmann
  - Coup de torchon, réalisé par Bertrand Tavernier, produit par Bertrand Tavernier et Adolphe Viezzi
  - Garde à vue, réalisé par Claude Miller, produit par Georges Dancigers
  - Les Uns et les Autres, réalisé et produit par Claude Lelouch
- 1983 : La Balance, réalisé par Bob Swaim, produit par Georges Dancigers et Alexandre Mnouchkine
  - Danton, réalisé par Andrzej Wajda, produit par Emmanuel Schlumberger et Margaret Menegoz
  - Passion, réalisé par Jean-Luc Godard, produit par Alain Sarde
  - Une chambre en ville, réalisé par Jacques Demy, produit par Christine Gouze-Rénal
- 1984 : ex æquo
  - Le Bal, réalisé par Ettore Scola, produit par Giorgio Silvagni
  - À nos amours, réalisé par Maurice Pialat, produit par Daniel Toscan du Plantier
    - Coup de foudre, réalisé par Diane Kurys, produit par Ariel Zeitoun
    - Tchao Pantin, réalisé et produit par Claude Berri
    - L'Été meurtrier, réalisé par Jean Becker, produit par Christine Beyout
- 1985 : Les Ripoux, réalisé et produit par Claude Zidi
  - L'Amour à mort – réalisateur : Alain Resnais – producteur : Philippe Dussart
  - Carmen – réalisateur : Francesco Rosi – producteur : Patrice Ledoux
  - Les Nuits de la pleine lune – réalisateur : Éric Rohmer – productrice : Margaret Menegoz
  - Un dimanche à la campagne – réalisateur : Bertrand Tavernier – producteur : Alain Sarde
- 1986 : Trois hommes et un couffin, réalisé par Coline Serreau, produit par Jean-François Lepetit
  - L'Effrontée – réalisateur : Claude Miller – producteurs : Charles Gassot et Marie-Laure Reyre
  - Péril en la demeure, réalisé par Michel Deville, produit par Emmanuel Schlumberger
  - Sans toit ni loi – réalisatrice : Agnès Varda – producteur : Oury Milshtein
  - Subway – réalisateur : Luc Besson – producteurs : Luc Besson et François Ruggieri
- 1987 : Thérèse, réalisé par Alain Cavalier, produit par  Maurice Bernart
  - 37°2 le matin, réalisé par Jean-Jacques Beineix, produit par Jean-Jacques Beineix et Claudie Ossard
  - Jean de Florette, réalisé et produit par Claude Berri
  - Mélo – réalisateur : Alain Resnais – producteur : Marin Karmitz
  - Tenue de soirée – réalisateur : Bertrand Blier – producteur : René Cleitman
- 1988 : Au revoir les enfants, réalisé et produit par Louis Malle
  - Le Grand Chemin – réalisateur : Jean-Loup Hubert – producteurs : Pascal Hommais et Jean-François Lepetit
  - Les Innocents, réalisé par André Téchiné, produit par Alain Terzian
  - Sous le soleil de Satan, réalisé par Maurice Pialat, produit par Daniel Toscan du Plantier
  - Tandem, réalisé par Patrice Leconte, produit par Philippe Carcassonne et René Cleitman
- 1989 : Camille Claudel, réalisé par Bruno Nuytten, produit par Christian Fechner
  - Le Grand Bleu – réalisateur : Luc Besson – producteur : Patrice Ledoux
  - La Lectrice – réalisateur : Michel Deville – producteurs : Michel Deville et Rosalinde Deville
  - L'Ours – réalisateur : Jean-Jacques Annaud – producteur : Claude Berri
  - La vie est un long fleuve tranquille – réalisateur : Étienne Chatiliez – producteur : Charles Gassot

### Années 1990
- 1990 : Trop belle pour toi, réalisé par Bertrand Blier, coproduit par Bernard Marescot, Catherine Blier Florin, Simone Vannier, Gérard Depardieu et Marcel Berbert[3]
  - Monsieur Hire, réalisé par Patrice Leconte, produit par René Cleitman et Philippe Carcassonne
  - Nocturne indien –réalisateur : Alain Corneau – producteurs : Maurice Bernart et Alain Sarde
  - Un monde sans pitié – réalisateur : Éric Rochant – producteur : Alain Rocca
  - La Vie et rien d'autre – réalisateur : Bertrand Tavernier – producteur : René Cleitman
- 1991 : Cyrano de Bergerac – réalisateur : Jean-Paul Rappeneau – producteurs : René Cleitman et Michel Seydoux
  - Le Mari de la coiffeuse – réalisateur : Patrice Leconte – producteur : Thierry de Ganay
  - Nikita – réalisateur : Luc Besson – producteur : Claude Besson, Luc Besson et Patrice Ledoux
  - Le Petit Criminel – réalisateur : Jacques Doillon – producteurs : Christine Gozlan et Alain Sarde
  - Uranus, réalisé et produit par Claude Berri
- 1992 : Tous les matins du monde – réalisateur : Alain Corneau – producteur : Jean-Louis Livi
  - Merci la vie – réalisateur : Bertrand Blier – producteurs : Bertrand Blier, Jean-Louis Livi et Bernard Marescot
  - La Belle Noiseuse – réalisateur : Jacques Rivette – producteurs : Martine Marignac et Maurice Tinchant
  - Van Gogh – réalisateur : Maurice Pialat – producteur : Daniel Toscan du Plantier
- 1993 : Les Nuits fauves – réalisateur : Cyril Collard – productrice : Nella Banfi
  - La Crise – réalisatrice : Coline Serreau – producteur : Alain Sarde
  - Indochine – réalisateur : Régis Wargnier – producteurs : Éric Heumann et Jean Labadie
  - L.627 – réalisateur : Bertrand Tavernier – producteurs : Frédéric Bourboulon et Alain Sarde
  - Le petit prince a dit – réalisatrice : Christine Pascal – producteurs : Philippe Berthet, Robert Boner et Enzo Porcelli
  - Un cœur en hiver – réalisateur : Claude Sautet – producteurs : Jean-Louis Livi et Philippe Carcassonne
- 1994 : Smoking / No Smoking – réalisateur : Alain Resnais – producteur : Bruno Pésery
  - Germinal – réalisé et produit par Claude Berri
  - Ma saison préférée – réalisateur : André Téchiné – producteur : Alain Sarde
  - Trois couleurs : Bleu – réalisateur : Krzysztof Kieślowski – producteur : Marin Karmitz
  - Les Visiteurs, réalisé par Jean-Marie Poiré, produit par Alain Terzian
- 1995 : Les Roseaux sauvages – réalisateur : André Téchiné – producteurs : Georges Benayoun et Alain Sarde
  - Le Fils préféré – réalisatrice : Nicole Garcia – producteurs : Philippe Carcassonne et Alain Sarde
  - Léon – réalisateur : Luc Besson – producteur : Patrice Ledoux
  - La Reine Margot – réalisateur : Patrice Chéreau – producteur : Claude Berri
  - Trois couleurs : Rouge – réalisateur : Krzysztof Kieślowski – producteur : Marin Karmitz
- 1996 : La Haine, réalisé par Mathieu Kassovitz, produit par Christophe Rossignon
  - Le bonheur est dans le pré – réalisateur : Étienne Chatiliez – producteur : Charles Gassot
  - La Cérémonie – réalisateur : Claude Chabrol – producteur : Marin Karmitz
  - Gazon maudit – réalisatrice : Josiane Balasko – producteur : Claude Berri
  - Le Hussard sur le toit , réalisé par Jean-Paul Rappeneau, produit par René Cleitman
  - Nelly et Monsieur Arnaud – réalisateur : Claude Sautet – producteur : Alain Sarde
- 1997 : Ridicule – réalisateur : Patrice Leconte – producteurs : Frédéric Brillon, Philippe Carcassonne et Gilles Legrand
  - Capitaine Conan – réalisateur : Bertrand Tavernier – producteur : Frédéric Bourboulon et Alain Sarde
  - Microcosmos : Le Peuple de l'herbe, réalisé par Claude Nuridsany et Marie Pérennou, produit par Jacques Perrin
  - Pédale douce – réalisateur : Gabriel Aghion – producteur : Marie-Dominique Girodet
  - Un air de famille – réalisateur : Cédric Klapisch – producteur : Charles Gassot
  - Les Voleurs – réalisateur : André Téchiné – producteur : Alain Sarde
- 1998 : On connaît la chanson, réalisé par Alain Resnais, produit par Bruno Pésery
  - Le Bossu – réalisateur : Philippe de Broca – producteur : Patrick Godeau
  - Le Cinquième Élément – réalisateur : Luc Besson – producteur : Patrice Ledoux
  - Marius et Jeannette – réalisateur : Robert Guédiguian – producteurs : Robert Guédiguian et Gilles Sandoz
  - Western – réalisateur : Manuel Poirier – producteurs : Maurice Bernart et Michel Saint-Jean
- 1999 : La Vie rêvée des anges, réalisé par Érick Zonca, produit par François Marquis
  - Ceux qui m'aiment prendront le train, réalisé par Patrice Chéreau, produit par Charles Gassot
  - Le Dîner de cons, réalisé par Francis Veber, produit par Alain Poiré
  - Place Vendôme, réalisé par Nicole Garcia, produit par Alain Sarde
  - Taxi, réalisé par Gérard Pirès, produit par Luc Besson et Laurent Pétin

### Années 2000
- 2000 : Vénus Beauté (Institut) – réalisatrice : Tonie Marshall – producteur : Gilles Sandoz
  - Les Enfants du marais – réalisateur : Jean Becker – producteur : Christian Fechner
  - Est-Ouest – réalisateur : Régis Wargnier – producteur : Yves Marmion
  - La Fille sur le pont – réalisateur : Patrice Leconte – producteur : Christian Fechner
  - Jeanne d'Arc – réalisateur : Luc Besson – producteur : Patrice Ledoux
- 2001 : Le Goût des autres – réalisatrice : Agnès Jaoui – producteurs : Christian Bérard et Charles Gassot
  - Les Blessures assassines – réalisateur : Jean-Pierre Denis – producteurs : Michèle Halberstadt et Laurent Pétin
  - Harry, un ami qui vous veut du bien – réalisateur : Dominik Moll – producteur : Michel Saint-Jean
  - Saint-Cyr – réalisatrice : Patricia Mazuy – producteur : Denis Freyd
  - Une affaire de goût – réalisateur : Bernard Rapp – productrice : Catherine Dussart
- 2002 : Le Fabuleux Destin d'Amélie Poulain – réalisateur : Jean-Pierre Jeunet – producteurs : Jean-Marc Deschamps, Brigitte Maccioni et Claudie Ossard
  - La Chambre des officiers – réalisateur : François Dupeyron – producteurs : Michèle Halberstadt et Laurent Pétin
  - Chaos – réalisatrice : Coline Serreau – producteur : Alain Sarde
  - Sous le sable – réalisateur : François Ozon – producteurs : Olivier Delbosc et Marc Missonnier
  - Sur mes lèvres – réalisateur : Jacques Audiard – producteurs : Philippe Carcassonne et Jean-Louis Livi
- 2003 : Le Pianiste, réalisé par Roman Polanski, produit par Robert Benmussa, Roman Polanski et Alain Sarde
  - Huit Femmes – réalisateur : François Ozon – producteurs : Olivier Delbosc et Marc Missonnier
  - Amen., réalisé par Costa-Gavras, produit par Claude Berri et Michèle Ray-Gavras
  - L'Auberge espagnole – réalisateur : Cédric Klapisch – producteur : Bruno Levy
  - Être et avoir – réalisateur : Nicolas Philibert – producteur : Gilles Sandoz
- 2004 : Les Invasions barbares – réalisateur : Denys Arcand – producteurs : Daniel Louis et Denise Robert
  - Bon Voyage – réalisateur : Jean-Paul Rappeneau – producteurs : Michèle Halberstadt et Laurent Pétin
  - Pas sur la bouche – réalisateur : Alain Resnais – producteur : Bruno Pésery
  - Les Sentiments – réalisatrice : Noémie Lvovsky – producteurs : Michèle Halberstadt et Laurent Pétin
  - Les Triplettes de Belleville – réalisateur : Sylvain Chomet – producteur : Didier Brunner
- 2005 : L'Esquive – réalisateur : Abdellatif Kechiche – producteur : Jacques Ouaniche
  - 36 quai des Orfèvres – réalisateur : Olivier Marchal – producteur : Franck Chorot, Jean-Baptiste Dupont et Cyril Colbeau-Justin
  - Les Choristes – réalisateur : Christophe Barratier – producteurs : Jacques Perrin et Nicolas Mauvernay
  - Rois et Reine – réalisateur : Arnaud Desplechin – producteurs : Pascal Caucheteux et Grégoire Sorlat
  - Un long dimanche de fiançailles – réalisateur : Jean-Pierre Jeunet – producteur : Francis Boespflug
- 2006 : De battre mon cœur s'est arrêté – réalisateur : Jacques Audiard – producteur : Pascal Caucheteux
  - L'Enfant – réalisateurs : Jean-Pierre et Luc Dardenne – producteur : Denis Freyd
  - Joyeux Noël – réalisateur : Christian Carion – producteur : Christophe Rossignon
  - Le Petit Lieutenant – réalisateur : Xavier Beauvois – producteur : Pascal Caucheteux
  - Va, vis et deviens – réalisateur : Radu Mihaileanu – producteurs : Denis Carot et Marie Masmonteil
- 2007 : Lady Chatterley – réalisatrice : Pascale Ferran – producteur : Gilles Sandoz
  - Indigènes – réalisateur : Rachid Bouchareb – producteur : Jean Bréhat
  - Je vais bien, ne t'en fais pas – réalisateur : Philippe Lioret – producteur : Christophe Rossignon
  - Ne le dis à personne – réalisateur : Guillaume Canet – producteur : Alain Attal
  - Quand j'étais chanteur – réalisateur : Xavier Giannoli – producteurs : Édouard Weil et Pierre-Ange Le Pogam
- 2008 : La Graine et le Mulet – réalisateur : Abdellatif Kechiche – producteur : Claude Berri
  - Un secret – réalisateur : Claude Miller – producteur : Yves Marmion
  - La Môme – réalisateur : Olivier Dahan – producteur : Alain Goldman
  - Le Scaphandre et le Papillon – réalisateur : Julian Schnabel – producteur : Jérôme Seydoux
  - Persepolis – réalisateurs : Vincent Paronnaud et Marjane Satrapi – producteurs : Marc-Antoine Robert et Xavier Rigault
- 2009 : Séraphine, réalisé par Martin Provost, produit par Miléna Poylo et Gilles Sacuto
  - Entre les murs, réalisé par Laurent Cantet, produit par Caroline Benjo et Carole Scotta
  - Il y a longtemps que je t'aime, réalisé par Philippe Claudel, produit par Yves Marmion
  - Mesrine : L'Instinct de mort et L'Ennemi public no 1, réalisé par Jean-François Richet, produit par Thomas Langmann
  - Paris, réalisé par Cédric Klapisch, produit par Bruno Levy
  - Le Premier Jour du reste de ta vie, réalisé par Rémi Bezançon, produit par Isabelle Grellat, Éric et Nicolas Altmayer
  - Un conte de Noël, réalisé par Arnaud Desplechin, produit par Pascal Caucheteux

### Années 2010
- 2010 : Un prophète – réalisateur : Jacques Audiard – producteurs : Pascal Caucheteux, Marco Cherqui et Grégoire Sorlat
  - À l'origine – réalisateur : Xavier Giannoli – producteurs : Pierre-Ange Le Pogam et Édouard Weil
  - Le Concert – réalisateur : Radu Mihaileanu – producteur : Alain Attal
  - Les Herbes folles – réalisateur : Alain Resnais – producteur : Jean-Louis Livi
  - La Journée de la jupe – réalisateur :  Jean-Paul Lilienfeld – producteurs :  Ariel Askénazi et Bénédicte Lesage
  - Rapt – réalisateur : Lucas Belvaux – producteurs : Sébastien Delloye, Diana Elbaum et Patrick Sobelman
  - Welcome – réalisateur : Philippe Lioret – producteurs : Philip Boëffard et Christophe Rossignon
- 2011 :  Des hommes et des dieux – réalisateur : Xavier Beauvois – producteurs : Pascal Caucheteux, Étienne Comar et Grégoire Sorlat
  - L'Arnacœur – réalisateur : Pascal Chaumeil – producteurs : Nicolas Duval Adassovsky, Laurent Zeitoun et Yann Zenou
  - Gainsbourg (vie héroïque) – réalisateur : Joann Sfar – producteurs : Didier Lupfer et Marc du Pontavice
  - The Ghost Writer – réalisateur : Roman Polanski – producteurs : Robert Benmussa et Alain Sarde
  - Mammuth – réalisateurs : Benoît Delépine et Gustave Kervern – producteurs : Benoît Delépine, Jean-Pierre Guérin et Gustave Kervern
  - Le Nom des gens – réalisateur : Michel Leclerc – producteurs : Caroline Adrian, Fabrice Goldstein et Antoine Rein
  - Tournée – réalisateur : Mathieu Amalric – productrices : Yaël Fogiel et Laetitia Gonzalez
- 2012 :  The Artist – réalisateur : Michel Hazanavicius – producteur : Thomas Langmann
  - L'Exercice de l'État – réalisateur : Pierre Schoeller – producteur : Denis Freyd
  - La guerre est déclarée – réalisatrice : Valérie Donzelli – producteur : Édouard Weil
  - Le Havre – réalisateur : Aki Kaurismäki – productrice : Fabienne Vonier
  - Intouchables – réalisateurs : Olivier Nakache et Éric Toledano – producteurs : Nicolas Duval Adassovsky, Laurent Zeitoun et Yann Zenou
  - Pater – réalisateur :  Alain Cavalier – producteur : Michel Seydoux
  - Polisse – réalisatrice : Maïwenn – producteur : Alain Attal
- 2013 : Amour – réalisateur : Michael Haneke – productrice : Margaret Menegoz
  - Les Adieux à la reine – réalisateur :  Benoît Jacquot – producteurs : Jean-Pierre Guérin et Kristina Larsen
  - Camille redouble – réalisatrice :  Noémie Lvovsky – producteurs : Jean-Louis Livi et Philippe Carcassonne
  - Dans la maison – réalisateur :  François Ozon – producteurs : Éric et Nicolas Altmayer
  - De rouille et d'os – réalisateur :  Jacques Audiard – producteurs : Pascal Caucheteux et Grégoire Sorlat
  - Holy Motors – réalisateur :  Leos Carax – producteurs : Martine Marignac et Maurice Tinchant
  - Le Prénom – réalisateurs :  Matthieu Delaporte et Alexandre de La Patellière – producteurs : Dimitri Rassam et Jérôme Seydoux
- 2014 : Les Garçons et Guillaume, à table ! – réalisateur : Guillaume Gallienne – producteurs : Édouard Weil, Cyril Colbeau-Justin et Jean-Baptiste Dupont
  - 9 mois ferme – réalisateur : Albert Dupontel – productrice : Catherine Bozorgan
  - L'Inconnu du lac – réalisateur : Alain Guiraudie – productrice : Sylvie Pialat
  - Jimmy P. (Psychothérapie d'un Indien des Plaines) – réalisateur : Arnaud Desplechin – producteurs : Pascal Caucheteux et Grégoire Sorlat
  - Le Passé – réalisateur : Asghar Farhadi – producteur : Alexandre Mallet-Guy
  - La Vénus à la fourrure – réalisateur : Roman Polanski – producteurs : Robert Benmussa et Alain Sarde
  - La Vie d'Adèle – réalisateur : Abdellatif Kechiche – producteurs : Abdellatif Kechiche, Vincent Maraval et Brahim Chioua
- 2015 : Timbuktu – réalisateur : Abderrahmane Sissako – producteurs : Sylvie Pialat et Étienne Comar
  - Les Combattants – réalisateur : Thomas Cailley – producteur : Pierre Guyard
  - Eastern Boys – réalisateur : Robin Campillo – producteurs : Hugues Charbonneau et Marie-Ange Luciani
  - La Famille Bélier – réalisateur : Éric Lartigau – producteurs : Éric Jehelmann, Philippe Rousselet et Stéphanie Bermann
  - Saint Laurent – réalisateur : Bertrand Bonello – producteurs : Éric et Nicolas Altmayer
  - Hippocrate – réalisateur : Thomas Lilti – producteurs : Agnès Vallée et Emmanuel Barraux
  - Sils Maria – réalisateur : Olivier Assayas – producteur : Charles Gillibert
- 2016 : Fatima – réalisateur : Philippe Faucon – producteurs : Yasmina Nini-Faucon et Philippe Faucon
  - Dheepan – réalisateur : Jacques Audiard – producteurs : Pascal Caucheteux et Grégoire Sorlat
  - La Loi du marché – réalisateur : Stéphane Brizé – producteurs : Christophe Rossignon et Philip Boëffard
  - Marguerite – réalisateur : Xavier Giannoli – producteurs : Olivier Delbosc et Marc Missonnier
  - Mon roi – réalisatrice : Maïwenn – producteur : Alain Attal
  - Mustang – réalisateur : Deniz Gamze Ergüven – producteur : Charles Gillibert
  - La Tête haute – réalisatrice : Emmanuelle Bercot – producteurs :  François Kraus et Denis Pineau-Valencienne
  - Trois souvenirs de ma jeunesse – réalisateur : Arnaud Desplechin – producteurs Pascal Caucheteux et Grégoire Sorlat
- 2017 : Elle – réalisateur : Paul Verhoeven – producteurs : Saïd Ben Saïd et Michel Merkt
  - Divines – réalisatrice : Houda Benyamina – producteur : Marc-Benoît Créancier
  - Frantz – réalisateur : François Ozon – producteurs : Éric et Nicolas Altmayer
  - Les Innocentes – réalisatrice : Anne Fontaine – producteurs : Éric et Nicolas Altmayer et Philippe Carcassonne
  - Ma Loute – réalisateur : Bruno Dumont – producteurs : Jean Bréhat, Rachid Bouchareb et Muriel Merlin
  - Mal de pierres – réalisatrice : Nicole Garcia – producteur : Alain Attal
  - Victoria – réalisatrice : Justine Triet – producteur : Emmanuel Chaumet
- 2018 : 120 battements par minute – réalisateur : Robin Campillo – producteurs : Marie-Ange Luciani et Hugues Charbonneau
  - Le Sens de la fête – réalisateurs : Olivier Nakache et Éric Toledano – producteur : Laurent Zeitoun
  - Barbara – réalisateur : Mathieu Amalric – producteur : Patrick Godeau
  - Patients – réalisateurs : Grand Corps Malade et Mehdi Idir – producteurs : Éric et Nicolas Altmayer et Jean-Rachid Kallouche
  - Au revoir là-haut – réalisateur : Albert Dupontel – productrice : Catherine Bozorgan
  - Petit Paysan – réalisateur : Hubert Charuel – producteurs : Stéphanie Bermann et Alexis Dulguerian
  - Le Brio – réalisateur : Yvan Attal – producteurs : Dimitri Rassam et Benjamin Elalouf
- 2019 : Jusqu'à la garde – réalisateur : Xavier Legrand – producteur : Alexandre Gavras
  - La Douleur – réalisateur : Emmanuel Finkiel – producteurs : Julien Deris, Marc Dujardin, Étienne Mallet, David Gauquié, Yaël Fogiel et Laetitia Gonzalez
  - En liberté ! – réalisateur : Pierre Salvadori – producteurs : Philippe Martin et David Thion
  - Les Frères Sisters – réalisateur : Jacques Audiard – producteurs :  Pascal Caucheteux, Michel Merkt, Michael De Luca, Allison Dickey et John C. Reilly
  - Le Grand Bain – réalisateur : Gilles Lellouche – producteurs : Alain Attal et Hugo Sélignac
  - Guy – réalisateur : Alex Lutz – producteurs : Oury Milshtein, Marine Bertrand, Estelle Cotte
  - Pupille – réalisatrice : Jeanne Herry – producteurs : Alain Attal et Hugo Sélignac

### Années 2020
- 2020 : Les Misérables, réalisé par Ladj Ly, produit par Toufik Ayadi et Christophe Barral
  - La Belle Époque, réalisé par Nicolas Bedos, produit par François Kraus et Denis Pineau-Valencienne
  - Grâce à Dieu - François Ozon, produit par Éric et Nicolas Altmayer
  - Hors normes - Éric Toledano et Olivier Nakache, produit par Nicolas Duval Adassovsky
  - J'accuse - Roman Polanski, produit par Alain Goldman
  - Portrait de la jeune fille en feu - Céline Sciamma, produit par Bénédicte Couvreur
  - Roubaix, une lumière - Arnaud Desplechin, produit par Pascal Caucheteux et Grégoire Sorlat
- 2021 : Adieu les cons, réalisé par Albert Dupontel, produit par Catherine Bozorgan
  - Adolescentes, réalisé par Sébastien Lifshitz, produit par Muriel Meynard
  - Antoinette dans les Cévennes - Caroline Vignal, produit par Laetitia Galitzine et Aurélie Trouvé-Rouvière
  - Les Choses qu'on dit, les choses qu'on fait - Emmanuel Mouret, produit par Frédéric Niedermayer
  - Été 85, réalisé par François Ozon, produit par Éric et Nicolas Altmayer
- 2022 : Illusions perdues, réalisé par Xavier Giannoli, produit par Olivier Delbosc et Sidonie Dumas
  - Aline - Valérie Lemercier, produit par Édouard Weil, Alice Girard et Sidonie Dumas
  - Annette - Leos Carax, produit par Charles Gillibert
  - BAC Nord - Cédric Jimenez, produit par Hugo Sélignac
  - L'Événement - Audrey Diwan, produit par Édouard Weil et Alice Girard
  - La Fracture - Catherine Corsini, produit par Élisabeth Perez
  - Onoda, 10 000 nuits dans la jungle - Arthur Harari, produit par Nicolas Anthomé et Lionel Guedj
- 2023 : La Nuit du 12, réalisé par Dominik Moll, produit par Caroline Benjo, Barbara Letellier, Carole Scotta et Simon Arnal
  - Les Amandiers, réalisé par Valeria Bruni Tedeschi, produit par Alexandra Henochsberg et Patrick Sobelman
  - En corps, réalisé par Cédric Klapisch, produit par Bruno Levy
  - L'Innocent, réalisé par Louis Garrel, produit par Anne-Dominique Toussaint
  - Pacifiction : Tourment sur les Îles, réalisé par Albert Serra, produit par Pierre-Olivier Bardet
- 2024 : Anatomie d'une chute, réalisé par Justine Triet, produit par Marie-Ange Luciani et David Thion
  - Chien de la casse, réalisé par Jean-Baptiste Durand, produit par Anaïs Bertrand
  - Je verrai toujours vos visages, réalisé par Jeanne Herry, produit par Hugo Sélignac et Alain Attal
  - Le Procès Goldman, réalisé par Cédric Kahn, produit par Benjamin Elalouf
  - Le Règne animal, réalisé par Thomas Cailley, produit par Pierre Guyard
- 2025 : Emilia Pérez, de Jacques Audiard, produit par Pascal Caucheteux, Jacques Audiard et Valérie Schermann
  - Le Comte de Monte-Cristo, de Matthieu Delaporte et Alexandre de la Patelliere, produit par Dimitri Rassam et Jérôme Seydoux
  - En Fanfare, d'Emmanuel Courcol, produit par Marc Bordure et Robert Guédiguian
  - L'Histoire de Souleymane de Boris Lojkine, produit par Bruno Nahon
  - Miséricorde d'Alain Guiraudie, produit par Charles Gillibert

## Nominations multiples
Réalisateurs nommés plusieurs fois (les lauréats sont indiqués en gras) :
- 8 nominations : Alain Resnais ;
- 7 nominations : Bertrand Tavernier ;
- 6 nominations : Jacques Audiard ; Luc Besson ; François Ozon ;
- 5 nominations : Arnaud Desplechin ; Patrice Leconte ; Roman Polanski ; André Téchiné ;
- 4 nominations : Claude Berri ; Xavier Giannoli ; Cédric Klapisch ; Claude Miller ; Maurice Pialat ;
- 3 nominations : Bertrand Blier ; Michel Deville ; Albert Dupontel ; Nicole Garcia ; Abdellatif Kechiche ; Olivier Nakache et Éric Toledano ; Jean-Paul Rappeneau ; Claude Sautet ; Coline Serreau ;
- 2 nominations : Mathieu Amalric ; Jean-Jacques Annaud ; Xavier Beauvois ; Jean Becker ; Thomas Cailley ; Robin Campillo ; Leos Carax ; Alain Cavalier ; Étienne Chatiliez ; Patrice Chéreau ; Alain Corneau ; Costa-Gavras ; Jean-Luc Godard ; Jeanne Herry ; Jean-Pierre Jeunet ; Krzysztof Kieślowski ; Joseph Losey ; Philippe Lioret ; Noémie Lvovsky ; Maïwenn ; Radu Mihaileanu ; Dominik Moll ; Justine Triet ; Régis Wargnier

## Lauréats et nommés de nationalité étrangère
Les César se déroulant en France, ils sont le reflet de l'industrie cinématographique française, et la majorité des réalisateurs nommés sont de nationalité française. Cependant, plusieurs réalisateurs nommés au César du meilleur film sont de nationalité étrangère (en gras les lauréats) :
- Autriche : Michael Haneke ;
- Belgique : Jean-Pierre et Luc Dardenne ; Lucas Belvaux ;
- Canada : Denys Arcand ;
- Espagne : Albert Serra ;
- États-Unis : Joseph Losey ; Bob Swaim ; Julian Schnabel ;
- Finlande : Aki Kaurismäki ;
- Iran : Asghar Farhadi ;
- Italie : Ettore Scola ; Francesco Rosi ;
- Mauritanie : Abderrahmane Sissako ;
- Pays-Bas : Paul Verhoeven ;
- Pologne : Andrzej Wajda ; Krzysztof Kieślowski ;
- Suisse : Claude Goretta.

D'autres ont par ailleurs une autre nationalité en plus de leur nationalité française (en gras les lauréats) :
- Algérie : Rachid Bouchareb ; Maïwenn ;
- Arménie : Henri Verneuil ;
- États-Unis : Tonie Marshall ;
- Grèce : Costa-Gavras ;
- Iran : Marjane Satrapi ;
- Israël : Yvan Attal ;
- Luxembourg : Anne Fontaine ;
- Pologne : Roman Polanski ;
- Roumanie : Radu Mihaileanu ;
- Suisse : Jean-Luc Godard ;
- Tunisie : Abdellatif Kechiche ;
- Turquie : Deniz Gamze Ergüven.

## Box-office
Un film obtenant le César le plus prestigieux bénéficie quelquefois d'une ressortie après la cérémonie. Dans le cas d'un film en cours d’exploitation au moment de la cérémonie, la distribution au cinéma est souvent prolongée après les récompenses.
| Rang | Cérémonie | César du meilleur film              | Date de sortie    | Box-office France  |
| ---- | --------- | ----------------------------------- | ----------------- | ------------------ |
| 1er  | 1986      | Trois hommes et un couffin          | 18 septembre 1985 | 10 251 465 entrées |
| 2e   | 2002      | Le Fabuleux Destin d'Amélie Poulain | 25 avril 2001     | 8 636 041 entrées  |
| 3e   | 1985      | Les Ripoux                          | 19 septembre 1984 | 5 882 397 entrées  |
| 4e   | 1982      | La Guerre du feu                    | 16 décembre 1981  | 4 950 005 entrées  |
| 5e   | 1991      | Cyrano de Bergerac                  | 28 mars 1990      | 4 732 136 entrées  |
| 6e   | 1983      | La Balance                          | 10 novembre 1982  | 4 192 189 entrées  |
| 7e   | 2001      | Le Goût des autres                  | 1er mars 2000     | 3 859 151 entrées  |
| 8e   | 1988      | Au revoir les enfants               | 7 octobre 1987    | 3 488 460 entrées  |
| 9e   | 1981      | Le Dernier Métro                    | 17 septembre 1980 | 3 384 045 entrées  |
| 10e  | 1976      | Le Vieux Fusil                      | 22 aout 1975      | 3 365 471 entrées  |
| 11e  | 2011      | Des hommes et des dieux             | 8 septembre 2010  | 3 204 147 entrées  |
| 12e  | 2012      | The Artist                          | 12 octobre 2011   | 3 064 827 entrées  |
| 13e  | 2014      | Les Garçons et Guillaume, à table ! | 20 novembre 2013  | 2 896 319 entrées  |
| 14e  | 1993      | Les Nuits fauves                    | 21 octobre 1992   | 2 811 124 entrées  |
| 15e  | 1989      | Camille Claudel                     | 7 décembre 1988   | 2 717 136 entrées  |
| 16e  | 1998      | On connaît la chanson               | 12 novembre 1997  | 2 649 299 entrées  |
| 17e  | 2020      | Les Misérables                      | 20 novembre 2019  | 2 181 860 entrées  |
| 18e  | 1992      | Tous les matins du monde            | 18 décembre 1991  | 2 152 966 entrées  |
| 19e  | 1997      | Ridicule                            | 9 mai 1996        | 2 064 010 entrées  |
| 20e  | 1996      | La Haine                            | 31 mai 1995       | 2 042 070 entrées  |
| 21e  | 1990      | Trop belle pour toi                 | 12 mai 1989       | 2 031 131 entrées  |
| 22e  | 2021      | Adieu les cons                      | 21 octobre 2020   | 1 993 197 entrées  |
| 23e  | 2024      | Anatomie d'une chute                | 23 août 2023      | 1 907 961 entrées  |
| 24e  | 1980      | Tess                                | 31 octobre 1979   | 1 912 948 entrées  |
| 25e  | 2003      | Le Pianiste                         | 25 septembre 2002 | 1 594 548 entrées  |
| 26e  | 1987      | Thérèse                             | 24 septembre 1986 | 1 474 268 entrées  |
| 27e  | 1999      | La Vie rêvée des anges              | 16 septembre 1998 | 1 456 456 entrées  |
| 28e  | 2000      | Vénus Beauté (Institut)             | 3 février 1999    | 1 327 798 entrées  |
| 29e  | 2004      | Les Invasions barbares              | 24 septembre 2003 | 1 311 204 entrées  |
| 30e  | 2010      | Un prophète                         | 26 août 2009      | 1 309 269 entrées  |
| 31e  | 2006      | De battre mon cœur s'est arrêté     | 16 mars 2005      | 1 231 156 entrées  |
| 32e  | 2025      | Emilia Pérez                        | 12 août 2024      | 1 190 420          |
| 33e  | 2015      | Timbuktu                            | 10 décembre 2014  | 1 080 465 entrées  |
| 34e  | 2008      | La Graine et le Mulet               | 12 septembre 2007 | 1 010 910 entrées  |
| 35e  | 1979      | L'Argent des autres                 | 27 septembre 1978 | 1 007 967 entrées  |
| 36e  | 2022      | Illusions perdues                   | 20 octobre 2021   | 991 397 entrées    |
| 37e  | 1984      | À nos amours                        | 16 novembre 1983  | 952 082 entrées    |
| 38e  | 1984      | Le Bal                              | 21 décembre 1983  | 834 962 entrées    |
| 39e  | 2018      | 120 battements par minute           | 23 août 2017      | 834 738 entrées    |
| 40e  | 2009      | Séraphine                           | 1er octobre 2008  | 821 481 entrées    |
| 41e  | 2013      | Amour                               | 24 octobre 2012   | 767 418 entrées    |
| 42e  | 1994      | Smoking / No Smoking                | 15 décembre 1993  | 755 344 entrées    |
| 43e  | 1977      | Monsieur Klein                      | 27 octobre 1976   | 711 752 entrées    |
| 44e  | 1978      | Providence                          | 9 février 1977    | 652 985 entrées    |
| 45e  | 2017      | Elle                                | 25 mai 2016       | 636 312 entrées    |
| 46e  | 1995      | Les Roseaux sauvages                | 1er juin 1994     | 589 301 entrées    |
| 47e  | 2023      | La Nuit du 12                       | 13 juillet 2022   | 545 295 entrées    |
| 48e  | 2007      | Lady Chatterley                     | 1er novembre 2006 | 421 952 entrées    |
| 49e  | 2016      | Fatima                              | 7 octobre 2015    | 387 840 entrées    |
| 50e  | 2019      | Jusqu'à la garde                    | 7 février 2018    | 377 788 entrées    |
| 51e  | 2005      | L'Esquive                           | 7 janvier 2004    | 373 618 entrées,   |

## Films cumulant le César et une autre distinction majeure
Les lauréats sont signalés en gras.

### Oscar du meilleur film
Les récipiendaires de l'Oscar du meilleur film sont les producteurs.
- 1981 : Tess – produit par Claude Berri, coproduit par Timothy Burrill
- 2003 : Le Pianiste – produit par Robert Benmussa, Roman Polanski et Alain Sarde
- 2012 : The Artist – produit par Thomas Langmann
- 2013 : Amour – produit par Margaret Menegoz, Stefan Arndt, Veit Heiduschka et Michael Katz
- 2024 : Anatomie d'une chute de Justine Triet, produit par Marie-Ange Luciani et David Thion

### Oscar du meilleur film en langue étrangère
Chaque pays envoie un film le représenter pour l'Oscar. Le pays du film se décide selon la production. L'Académie décide ensuite des nommés puis du vainqueur.
Le pays indiqué est celui qui est représenté pour cet Oscar du meilleur film en langue étrangère, par le biais du film qu'il proposa à l'Académie. Le titre entre parenthèses est le titre international qu'utilise l'Académie pour désigner le film.
- 1981 : Le Dernier Métro (The Last Metro) •  France
- 1984 : Le Bal (The Ball) •  Algérie
- 1986 : Trois hommes et un couffin (Three Men and a Cradle) •  France
- 1988 : Au revoir les enfants •  France
- 1990 : Camille Claudel •  France
- 1991 : Cyrano de Bergerac •  France
- 1997 : Ridicule •  France
- 2001 : Le Goût des autres (The Taste of Others) •  France
- 2002 : Le Fabuleux Destin d'Amélie Poulain (Amélie) •  France
- 2004 : Les Invasions barbares (The Barbarian Invasions) •  Canada
- 2010 : Un prophète (A prophet) •  France
- 2013 : Amour •  Autriche
- 2015 : Timbuktu •  Mauritanie
- 2020 : Les Misérables •  France
- 2025 : Emilia Pérez •  France

D'autres films lauréats du César furent proposés à l'académie, mais ne furent pas retenus dans les nominations :
- 1995 : Les Roseaux sauvages (Wild Reeds) •  France
- 1996 : Gazon Maudit (French Twist) •  France
- 1999 : La Vie rêvée des anges (The Dreamlife of Angels) •  France
- 2011 : Des hommes et des dieux (Of Gods and Men) •  France
- 2017 : Elle •  France
- 2018 : 120 battements par minute (BPM (Beats Per Minute)) •  France

### Festival de Cannes
Bon nombre de films projetés au Festival de Cannes figurent parmi les plus appréciés de l'année, par la critique, la profession et/ou le public, et sont potentiellement les films pouvant être nommés aux César
- Palme d'or
  - 2002 : Le Pianiste de Roman Polanski
  - 2012 : Amour de Michael Haneke
  - 2023 : Anatomie d’une chute de Justine Triet

- Grand Prix
  - 1989 : Trop belle pour toi de Bertrand Blier
  - 2009 : Un prophète de Jacques Audiard
  - 2010 : Des hommes et des dieux de Xavier Beauvois
  - 2017 : 120 Battements par minute de Robin Campillo

- Prix du Jury
  - 1986 : Thérèse d'Alain Cavalier
  - 2019 : Les Misérables de Ladj Ly
  - 2024 : Emilia Pérez de Jacques Audiard
- Prix de la mise en scène
  - 1995 : La Haine de Mathieu Kassovitz

- Prix du scénario
  - 2003 : Les Invasions barbares de Denys Arcand

### Mostra de Venise
- Lion d'or
  - 1987 : Au revoir les enfants de Louis Malle

- Grand Prix
  - 2007 : La Graine et le Mulet d’Abdellatif Kechiche